# Fenneropenaeus penicillatus
Fenneropenaeus penicillatus är en kräftdjursart som först beskrevs av Alcock 1905.  Fenneropenaeus penicillatus ingår i släktet Fenneropenaeus och familjen Penaeidae. Inga underarter finns listade i Catalogue of Life.